# Olympische Zwischenspiele 1906/Leichtathletik – Stabhochsprung (Männer)
Der Stabhochsprung der Männer bei den Olympischen Zwischenspielen 1906 in Athen wurde am 25. April 1906 entschieden.

## Rekorde
| Weltrekord         | 3,74 m | Frankreich         | Fernand Gonder | 1905 |
| Olympischer Rekord | 3,50 m | Vereinigte Staaten | Charles Dvorak | 1904 |

Folgende Rekorde wurden bei den Olympischen Spielen gebrochen oder eingestellt:
| ORe | 3,50 m | Frankreich | Fernand Gonder |

## Ergebnisse
| Platz | Athlet                 | Land         | Höhe (m)   |
| ----- | ---------------------- | ------------ | ---------- |
| 1     | Fernand Gonder         | Frankreich   | 3,50 (ORe) |
| 2     | Bruno Söderström       | Schweden     | 3,40       |
| 3     | Edward Glover          | USA          | 3,35       |
| 4     | Theodoros Makris       | Griechenland | 3,25       |
| 5     | Georgios Banikas       | Griechenland | 3,15       |
| 5     | Stefanos Koundouriotis | Griechenland | 3,15       |
| 7     | Heikki Åhlman          | Finnland     | 3,00       |
| 7     | Imre Kiss              | Ungarn       | 3,00       |
| 7     | Otto Haug              | Norwegen     | 3,00       |
| 10    | Herbert Kerrigan       | USA          | 2,75       |
| 10    | Edward Archibald       | Kanada       | k. A.      |

Die Anfangshöhe betrug 2,50 m. Wie im Hochsprung war es den Teilnehmern nicht möglich, einzelne Höhen auszulassen. Der mit einer Bestleistung nahe 3,65 m zu den Favoriten zählende Kanadier Archibald schied frühzeitig aus. Sein Stab war auf der Anreise in Italien verloren gegangen. Mit geliehenem Material konnte er sein Potential in Athen nicht ausschöpfen. Zunächst dominierte Söderström, der als einziger Springer bis 3,35 m alle Höhen im ersten Versuch überquerte. Dann übersprangen Gonder und Söderström auch 3,40 m, scheiterten aber an 3,50 m. Der Stab des Schweden zerbrach beim dritten Versuch über diese Höhe. Zwischen beiden Springern wurde ein Stechen angesetzt, bei dem Gonder die Höhe von 3,50 m im ersten Durchgang überquerte.